# 城田じゅんじ
城田 じゅんじ（しろた じゅんじ、本名・城田純二、1949年12月30日 - ）は、日本のアイリッシュ・ミュージックの音楽家。かつてはギターおよびバンジョー奏者として、アメリカン・フォークやジャパニーズ・フォークの人物として活動していた。

## 略歴
静岡県生まれ。京都産業大学法学部中退。母からピアニストになるように教え込まれていたが、一身上の都合で転身。高石ともやとザ・ナターシャー・セブンの元メンバーとして、全国に名を知られるようになった。当時の芸名は城田じゅんじ。ナターシャーの前身である、バックステップ・カントリー・バンドの頃から高石と活動。1970年代を通してザ・ナターシャー・セブンとして活動していたが、メンバーの音楽性の方向性の違いによって1980年代に入りグループは活動停止。城田は坂庭省悟との活動は継続しつつ、やがて活動の拠点をアメリカに移した。
本格的にアイリッシュ・ミュージックに取り組みはじめたのは1991年頃。アイルランド、クレア地方のトラッドを継承するアコーディオン奏者アンドリュー・マクナマラにその感性と技術を認められ、ギター奏者としてアイリッシュ・ミュージシャンの仲間入りをした。自らのアイディアによって結成したバンド「ジョディース・ヘブン」（ジャック・ギルダー、デイル・ラスとのトリオ）は1997年、全米におけるケルティック音楽のCD部門でブロンズ・プライズを獲得（「Jody’s Heaven」）。
以降、アンドリュー・マクナマラ、マーティン・ヘイズ、パディ・キーナン、ノエル・ヒル、トミー・ピープルズ、フランキー・ギャヴィン、トニー・マクマホン、ブレンダン・ベグリーなど、アイリッシュ・ミュージックにおける主要人物の伴奏者として活動する。毎年夏の音楽シーズンには、アイルランドに長期滞在。彼らとのセッションやコンサートを精力的に開いている。
2011年7月10日、京都・円山音楽堂で開催された「最後の宵々山コンサート」に、再結成したザ・ナターシャー・セブンとして登場し、高石らと一緒に演奏。2012年以降、高石と二人で「ザ・ナターシャー・セブン The next chapter」と題してザ・ナターシャー・セブンの足跡を辿る音楽会を行っている。

## ディスコグラフィー
代表的なソロアルバムは「Soft Shoes」（東芝EMI）。サブタイトルは「城田じゅんじ from THE NATARSHER SEVEN」。
アイリッシュ・ミュージックのソロアルバムに「Music from Distant Shore」「From There to Clare」などがある。そのほか、内藤希花とのデュオでのアルバムとして「Keep Her Lit!」「Music In The Air」「The Rambler」「Through The Wood」など。
エア・ジャパン（イーリアンパイプスのパディ・キ－ナン、フィドルのフランキ－・ギャビン、ギター&バンジョーの城田純二）のCD「Eire Japan」を2015年に発売。